# Богатырёво (Восточно-Казахстанская область)
Богатырёво (каз. Богатырево) — село в Алтайском районе Восточно-Казахстанской области Казахстана. Входит в состав Малеевского сельского округа. Находится примерно в 12 км. северо-востоку от районного центра, города Алтай. Код КАТО — 634839200.

## Население
В 1999 году население села составляло 238 человек (116 мужчин и 122 женщины). По данным переписи 2009 года, в селе проживал 171 человек (87 мужчин и 84 женщины).
В 2021 году население села составляет 74 человека (42 мужчин и 32 женщины)..